# Aigue Noire
Aigue Noire, est un ruisseau située en France dans le département de la Savoie en région Auvergne-Rhône-Alpes. C'est un affluent de la rive droite du Guiers dans l'Avant-Pays savoyard.

## Géographie
De 1,5 km de longueur, ce ruisseau prend sa source à Domessin et conflue à  Pont-de-Beauvoisin dans l'Avant-Pays savoyard.

## Inondations
En 1950, après un violent orage, le ruisseau d'Aigue Noire a débordé au niveau de la place Carouge à Pont de Beauvoisin. entrainant le décès du capitaine des pompiers de la ville.